# 압로정
압로정은 대한민국 대구광역시 북구 검단동에 있다.

## 개요
조선 명종때(1561년) 송담 채응린이 후진을 양성하기 위해 금호강과 불로천이 합류하는 지점의 검단동 왕옥산 구릉지에 세운 정자이다.